# Cupón corrido

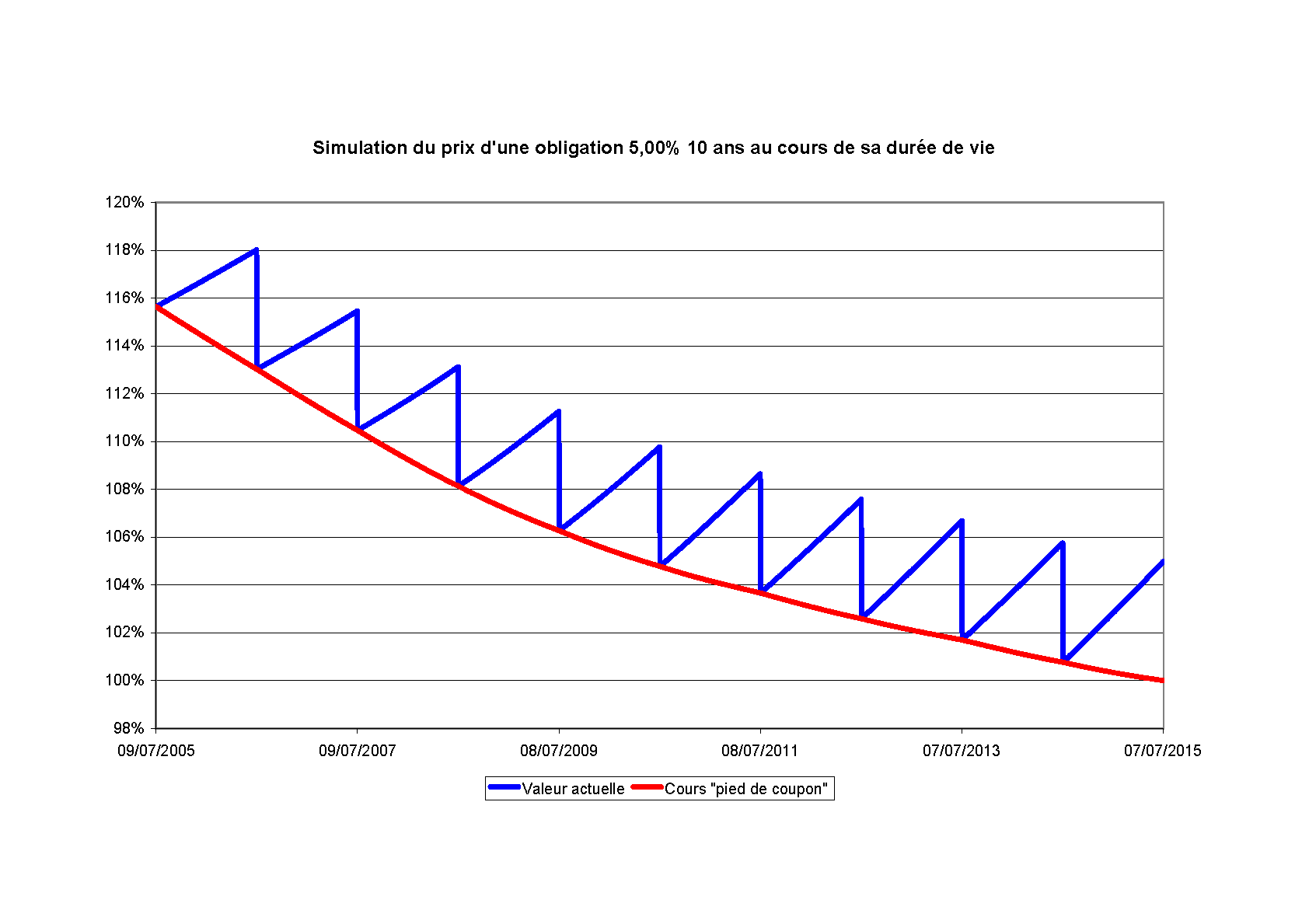
Simulación del precio de un bono a 5 años a lo largo de su vida útil

En finanzas, se denomina cupón corrido de un bono o de cualquier título en general, a la parte del precio de compra o cotización del bono que corresponde al interés acumulado desde el último vencimiento de interés cobrado, hasta la fecha de compra o valoración.
Se denomina cupón al interés periódico que paga un bono. Desde la fecha de pago de un cupón hasta la del siguiente, se va acumulando el interés correspondiente de forma proporcional al tiempo transcurrido. Así se denomina precio bruto de un título al precio pagado de forma completa por el bono, que se descompone en el cupón corrido más el precio ex cupón. De una manera genérica el cupón corrido un día después del pago satisfecho será muy pequeño porque ha transcurrido poco tiempo desde ese último pago; y este valor irá creciendo hasta llegar a la fecha de pago del siguiente cupón. Así, el valor del cupón corrido un día antes del pago del cupón, casi equivaldrá al valor del cupón entero.

## Fórmula
{\displaystyle CC={\frac {D_{c}}{D_{t}}}\times C}

Donde {\displaystyle CC} es el cupón corrido, {\displaystyle D_{c}} es el tiempo transcurrido desde el pago del último cupón, {\displaystyle D_{t}} es el tiempo que transcurre entre el pago de dos cupones consecutivos y {\displaystyle C} es el importe del cupón que se paga periódicamente.

## Ejemplo
Calcular el cupón corrido hasta el 1° de septiembre, de un bono de nominal 1000 €, emitido el 1° de enero que paga un cupón semestral de 30 €, pagadero el 30 de junio y el 31 de diciembre.
Como han transcurrido dos meses desde el último pago, el valor del cupón corrido será:
{\displaystyle CC={\frac {2}{6}}\times 30=10}
En consecuencia, del precio que se pague por el bono el 1° de septiembre, 10 € corresponden al cupón corrido hasta esa fecha.